# Demogenes
Genre
Synonymes
- Demonax Thorell, 1881 nec Thomson, 1860
- Senoculifer Balogh, 1936

Demogenes est un genre d'araignées aranéomorphes de la famille des Thomisidae.

## Distribution
Les espèces de ce genre se rencontrent en Nouvelle-Guinée, au Vanuatu et aux Andaman.

## Liste des espèces
Selon World Spider Catalog (version 24, 22/07/2023) :
- Demogenes andamanensis (Tikader, 1980)
- Demogenes conivulvus (Balogh, 1936)
- Demogenes heterophthalmus (Berland, 1938)
- Demogenes lugens (Thorell, 1881)
- Demogenes simplicibulbis (Balogh, 1936)

## Systématique et taxinomie
Demonax Thorell, 1881, préoccupé par Demonax Thomson, 1860, a été remplacé par Demogenes par Thorell en 1895.
Senoculifer a été placé en synonymie par Lehtinen en 2016.

## Publications originales
- Simon, 1895 : Histoire naturelle des araignées. Paris, vol. 1, p. 761-1084 (texte intégral).
- Thorell, 1881 : « Studi sui Ragni Malesi e Papuani. III. Ragni dell'Austro Malesia e del Capo York, conservati nel Museo civico di storia naturale di Genova. » Annali del Museo Civico di Storia Naturale di Genova, vol. 17, p. 1-727 (texte intégral).